# 베컴군 (켄터키주)
베컴군 또는 베컴 카운티(Beckham County)는 미국 켄터키주에 위치한 과거의 군이다. 1904년 2월 9일 설립되었다. 군청소재지는 올리브힐이다. 베컴 카운티는 1904년 4월 29일 켄터키 항소 법원에 의해 해체되었다.

## 역사
입법부는 먼저 카운티 이름을 하드스크래블(Hardscrabble) 카운티로 명명할 것을 제안했다. 이 제안은 암살된 주지사 윌리엄 괴벨(William Goebel)을 기리기 위해 괴벨 카운티로 명명되었다. 베컴 카운티는 궁극적으로 당시 주지사 J. C. W. 베컴의 이름을 따서 명명되었다.